# Episodi di Hai paura del buio? (nona stagione)
La nona e ultima stagione della serie televisiva Hai paura del buio? è composta da 6 episodi, andati in onda negli Stati Uniti dal 12 febbraio al 19 marzo 2021 su Nickelodeon.
In Italia è andata in onda dal 26 ottobre al 31 ottobre 2021 su Nickelodeon.
| nº | Titolo originale               | Titolo italiano                        | Prima TV originale | Prima TV Italia |
| -- | ------------------------------ | -------------------------------------- | ------------------ | --------------- |
| 1  | The Tale of the Haunted Woods  | La storia del bosco infestato          | 12 febbraio 2021   | 26 ottobre 2021 |
| 2  | The Tale of the Night Frights  | La storia degli incubi ad occhi aperti | 19 febbraio 2021   | 27 ottobre 2021 |
| 3  | The Tale of the Phantom Light  | La storia della luce fantasma          | 26 febbraio 2021   | 28 ottobre 2021 |
| 4  | The Tale of the Danse Macabre  | La storia della danse macabre          | 5 marzo 2021       | 29 ottobre 2021 |
| 5  | The Tale of the Midnight Magic | La storia della magia di mezzanotte    | 12 marzo 2021      | 30 ottobre 2021 |
| 6  | The Tale of the Darkhouse      | La storia della casa buia              | 19 marzo 2021      | 31 ottobre 2021 |

## La storia del bosco infestato
- Titolo originale: The Tale of the Haunted Woods
- Diretto da: Jeff Wadlow
- Scritto da: JT Billings

### Trama
Cinque ragazzi indagano sulla scomparsa del loro amico, il leader del Club di Mezzanotte, il cui destino potrebbe essere legato a una misteriosa maledizione che perseguita la loro cittadina.
- Ascolti USA: 0,50 milioni[7]

## La storia degli incubi ad occhi aperti
- Titolo originale: The Tale of the Night Frights
- Diretto da: Jeff Wadlow
- Scritto da: JT Billings

### Trama
Mentre il Club di Mezzanotte scava più a fondo nel mistero, si scoprono perseguitati da un'entità malvagia nota come l’Uomo Ombra.
- Ascolti USA: 0,32 milioni[8]

## La storia della luce fantasma
- Titolo originale: The Tale of the Phantom Light
- Diretto da: Mathias Herndl
- Scritto da: Alex Ebel

### Trama
Il Club di Mezzanotte cerca aiuto da una fonte improbabile... il fantasma di qualcuno che potrebbe sapere come è stata creata la maledizione.
- Ascolti USA: 0,30 milioni[9]

## La storia della danse macabre
- Titolo originale: The Tale of the Danse Macabre
- Diretto da: Mathias Herndl
- Scritto da: JT Billings

### Trama
Alla vigilia del ballo scolastico, il Club di Mezzanotte lotta con la possibilità che il male sia ancora in agguato tra di loro e che l'incubo sia tutt'altro che finito.
- Ascolti USA: 0,40 milioni[10]

## La storia della magia di mezzanotte
- Titolo originale: The Tale of the Midnight Magic
- Diretto da: Jeff Wadlow
- Scritto da: JT Billings e Alex Ebel

### Trama
Con le forze oscure che diventano sempre più forti e la maledizione che miete un'altra vittima, il gruppo in frantumi si prepara a combattere contro l’Uomo Ombra.
- Ascolti USA: 0,27 milioni[11]

## La storia della casa buia
- Titolo originale: The Tale of the Darkhouse
- Diretto da: Jeff Wadlow
- Scritto da: JT Billings

### Trama
Luke riceve aiuto dall'aldilà per scoprire altri segreti soprannaturali e escogita un piano audace per porre fine alla maledizione delle ombre una volte per tutte.
- Ascolti USA: 0,49 milioni[12]